# Лерида (тайфа)

Лерида в составе тайфы Сарагоса с Денией и Тортосой, вместе с которыми она существовала отдельно в 1081—1102 годах.

Тайфа Лерида (исп. Taifa de Lérida) — средневековое мусульманское государство (тайфа) на востоке современной Испании, существовавшее в 1039/1046—1102/1110 годах. На протяжении этого периода оно также попадало под власть более крупной тайфы Сарагоса. Столица — город Льейда.
В период заката Кордовского халифата Лерида управлялась представителями рода Туджибидов. В 1039 власть над ней и Сарагосой захватил Сулейман ал-Мустаин, основавший правившую династию Худидов. Незадолго до своей смерти в 1046 году он поставил во главе Лериды своего младшего сына Юсуфа ибн Сулеймана, в то время как старший сын Ахмад I аль-Муктадир унаследовал Сарагосу. С 1045 года граф Барселоны Рамон Беренгер I брал с обоих братьев дань (исп. parias) в обмен на обещание не нападать на их земли. В 1064 году братья потерпели ощутимое военное поражение от объединённой христианской армии, организовавшей крестовый поход на Барбастро. Город был разграблен и разрушен, но быстро восстановлен. Ахмад I аль-Муктадир обвинил в неудаче брата Юсуфа.
После того как Ахмад I аль-Муктадир присоединил к своим владениям тайфу Тортоса в 1061 году и тайфу Дения в 1076 году, он вступил в гражданскую войну со своим братом (1078—1081), в результате чего он приобрёл и Лериду, восстановив таким образом государство своего отца. Но после его смерти в 1081 году его владения были разделены между двумя его сыновьями. Младший аль-Мунзир, который уже управлял при отце Денией и Тортосой в качестве хаджиба, получил в наследство также и Лериду.
Тайфа Лерида, как самая северо-восточная территория разделённой тайфы Сарагоса несла на себе всю тяжесть военного конфликта с королём Арагона Санчо I и его сыном Педро I, королём Собрарбе, которые последовательно захватывали земли вниз по течению реки Синка. В 1083 году они взяли Граус, между 1087 и 1093 годами Педро I захватил Эстаду, Монсон и Альменар. В 1089 году граф Урхеля Эрменгол IV начал атаку на город Балагер, возможно даже временно овладев им.
В 1090 году аль-Мунзир умер, в то время как его сын и наследник Сулейман ибн Худ не достиг совершеннолетия. Его регенты отделили от тайфы Дению и Тортосу в свою пользу, оставив во владения Сулейману лишь Лериду. В 1100 году Педро I, будучи уже королём Арагона, завладел Барбастро, вторым городом тайфы, и Сариньеной. В 1101 году арагонцы взяли города Помар-де-Синка и Альбалате-де-Синка и подступили непосредственно к Лериде.
При власти аль-Мунзир и его сына Лерида платила дань графу Барселоны Рамону Беренгеру III  и графу Урхеля Эрменголу V. Эрменгол V погиб в битве при Мольеруссе в сентябре 1102 года, сражаясь с Альморавидами, пытавшимися подчинить Лериду, что им видимо и удалось в том же году. Согласно же другим источникам это подчинение произошло в 1110 году.